# Хоппер, Генри
Ге́нри Ли Хо́ппер (англ. Henry Lee Hopper, род. 11 сентября 1990, Лос-Анджелес, Калифорния, США) — американский актёр, художник и модель. Сын актёра и режиссёра Денниса Хоппера и актрисы Кэтрин Ланаса.

## Биография

### Ранние годы
Родители Генри развелись, когда ему было два года. От разных браков его отца у него есть три единокровные сестры — Мэрин Хоппер, Рутанна Хоппер и Гэлен Грир Хоппер. Его мать Кэтрин после развода с Деннисом ещё два раза выходила замуж — за Френча Стюарта (в 1998 году) и за Гранта Шоу (в 2012 году).
Впервые появился на экране в пять лет — в фильме «Наедине с убийцей», где сыграл со своей матерью. По наставлению отца — Денниса Хоппера, в четырнадцать и пятнадцать лет Генри брал уроки актёрского мастерства в Институте театра и кино Ли Страсберга в Лос-Анджелесе. По признанию юноши, это было своего рода средством «держаться подальше от неприятностей».
В 16 лет Хоппера, играющего в театральной постановке, заметил агент и пригласил сниматься в телевизионных проектах, но он отказался. Позже он начал изучать живопись и скульптуру в Калифорнийском институте искусств, но в 18 лет бросил учёбу и уехал в Берлин, где жил со своими друзьями-художниками и снимал любительские фильмы.

### Карьера
В 2008 году Хоппер должен был сыграть главную роль в фильме ужасов Уэса Крэйвена «Забери мою душу», но актёр заболел мононуклеозом, и его место занял Макс Тириот. Генри лично прояснил ситуацию: «Уэс сказал, что хотел для меня отложить начало съёмок, но из-за потенциальной забастовки актёров у него с этим ничего не получилось. А я видел пробу Тириота — он очень талантливый парень, то что надо для этой роли». В декабре 2010 года вместе с Джорджией Мэй Джаггер снялся в фотосессии для журнала Vogue UK. В 2011 году на 64-м Каннском кинофестивале состоялась премьера фильма «Не сдавайся» режиссёра Гаса Ван Сента, где Генри сыграл главную роль.
Гас Ван Сент высоко оценил работу актёра: «Я впервые увидел его на фотографии в одной из галерей Лос-Анджелеса — он же изучал скульптуру и изобразительное искусство в Калифорнии и поэтому периодически выставлял где-то свои работы. На фото он был вместе с отцом Деннисом Хоппером, и я уже тогда подумал: „Какое лицо!“. Знаете, в Генри есть энергия, внутренняя сила, какой в современной голливудской молодежи почти не осталось. Он похож на парня, прибывшего в наше время откуда-то из прошлого — из 50-х или 60-х. И работает он не по шаблону, его игра совершенно лишена здешних клише. Может быть, это связано с тем, что он сын Денниса, и актёрство у него в крови; может, на него повлияли впечатления, полученные в Европе, а может, он просто сам по себе другой».
В 2011 году Хоппер вместе с Джеймсом Франко и режиссёром Хармони Корином участвовал в создании короткометражки «Бунтарь», посвящённой Джеймсу Дину и его роли в фильме «Бунтарь без причины». На показах «Бунтаря» Генри выступал в качестве диджея.
В феврале 2012 года принял участие в рекламной кампании калифорнийского бренда одежды 7 For All Mankind и стал его лицом вместе с Лили Дональдсон и Эмбер Андерсон, а видео для рекламной кампании снял Джеймс Франко. В видеороликах снялись актёры, художники, модели и музыканты, воплощающие лос-анджелесский стиль жизни. Неоднократно участвовал в модных показах дизайнера Agnès b. в качестве модели.
В марте 2012 года журнал GQ внёс Хоппера в список самых стильных актёров младше 30 лет. В 2012 году актёр сыграл в короткометражке «Курт» и в фильме «Цвет времени» — нестандартном байопике об американском поэте и писателе Ч. К. Уильямсе, в котором он с Джеймсом Франко сыграл писателя в разных периодах его жизни.

## Творчество

### Фильмография
| Год  |     | Русское название       | Оригинальное название         | Роль                          |
| ---- | --- | ---------------------- | ----------------------------- | ----------------------------- |
| 1997 | ф   | Наедине с убийцей      | Kiss & Tell                   | Генри                         |
| 2010 | кор | Природный              | Natural                       | парень                        |
| 2011 | ф   | Не сдавайся            | Restless                      | Инок Брей                     |
| 2011 | кор | Бунтарь                | Rebel                         | Генри                         |
| 2012 | кор | Курт                   | Kurt                          | Курт Кобейн (один из образов) |
| 2012 | ф   | Цвет времени           | The Color of Time             | Ч. К. Уильямс                 |
| 2014 | ф   | Комната с мухами       | The Fly Room                  | Артур                         |
| 2015 | ф   | Йосемити               | Yosemite                      | Генри                         |
| 2016 | кор | Звёзды падают на Землю | The Stars Down to Earth       | Кассандра                     |
| 2017 | ф   | Не возвращайся с луны  | Don't Come Back from the Moon | Рэй                           |
| 2019 | ф   | Чёрная лакрица         | Black Licorice                | Франц Риминтон                |

### Съёмки в клипах
- 2013 — «Cool Song No. 2» (MGMT)[17]
- 2020 — «Hear Me Out» (Pixies)[18]